# 712 Boliviana
712 Boliviana
712 Boliviana là một tiểu hành tinh ở vành đai chính. Nó được Max Wolf phát hiện ngày 193.1911 ở Heidelberg và được đặt theo tên Simón Bolívar, nhà cách mạng Venezuela